# Poreština
Poreština, zemljopisno-povijesni naziv za dio zapadne Istre između ušća rijeke Mirne na sjeveru i Limskoga zaljeva (kanala) na jugu. Površine je 350 km2.
Kopnena granica prati državnu cestu D3 Pula - Buje s kojom ide usporedno. Poreštinu čine Grad Poreč i općine Kaštelir-Labinci, Sveti Lovreč, Višnjan, Vižinada i Vrsar. Glavno naselje je Poreč. Naseljena većinom u obalnom području. 
Reljefno je visoravan, prosječne nadmorske visine od približno 200 m do 300 m. Građena je od vapnenca. Prevladava krš. Blago je nagnuta ka moru. Od morske se obale teren blago uzdiže. Mnoge su manje uzvisine, između kojih su plodne površine crvenice. Svojstveno krškoj cirkulaciji, teren je bezvodan. Tek je nešto malo lokava koje postupno nestaju. 
Klima i biljni pokrov su mediteranski. Zbog toga što je visoravan i što je uspon od morske obale do većine površine blag, cijela je Poreština pod utjecajem mora koje blagotvorno djeluje. Obalni biljni pokrov su makija i šume hrasta crnike, što je naglašeno u južnom dijelu oko Limskoga zaljeva. Sjeverni dio djelimice je obrađen i ima nešto bjelogoričnih niskih šuma. Tlo je plodno što je povoljno za poljodjelstvo, osobito za vinovu lozu i masline, najvažniji i najpoznatiji poljodjelski proizvod ovog kraja. 
Gospodarstvo čine poljodjelstvo i turizam, gotovo isključivo u priobalju (Vrsar, Funtana, Poreč, Vabriga), dok se turistička ponuda unutrašnjosti tek u zadnje vrijeme izdiže (agroturizam). Oko Tara su plantažni maslinici velikih tvrtki. U unutrašnjosti (Višnjan, Vižinada, Peršurići) mali proizvođači proizvode kvalitetna i vrhunska vina. Vinske ceste i ceste maslinova ulja pridonose turističkoj ponudi. U priobalju su svi kampovi i hoteli.
Kulturno-povijesno važna su naselja Vrsar, Tar, Sveti Lovreč Pazenatički, Vižinada i Višnjan. Poreština je naselja gusto još u prapovijesti, od čega su ostale mnogobrojne gradine (Picugi, Mordele, Sv. Anđeo i dr.). Priobalje je naseljeno u rimsko doba (rustične vile u Červaru, Sorni, proizvodni centar u Loronu). Hrvati su doselili u ranome srednjem vijeku, više u zaleđu (Slavenska cesta). Poslije pod vlašću Mletaka. Epidemije kuge opustošile su u 14. i 15. st. Poreštinu pa su Mletci sustavno naseljavali zbjeglice pred Osmanlijama iz Dalmacije i drugih svojih posjeda na opustjele zemlje i otad do 17. stoljeća nastali su današnja naselja, sela i gradići. Suvremeni razvitak počeo je u drugoj polovici 19. st. počeo je suvremeni razvitak Poreštine, posebice gospodarski napredujući kada je Poreč bio jedno od glavnih središta Istre i sjedište Istarskoga sabora. Nakon Drugoga svjetskog rata unutrašnjost je depopulirala a porasla je naseljenost obale.